# 李克讓
李克讓（？—880年），沙陀人，代北節度使李國昌次子、後唐太祖李克用的二弟。
李克讓少年時善於騎射，以勇悍聞名。咸通年間，跟隨李國昌討伐龐勛，以軍功為振武都校。乾符年間，王仙芝攻陷荊、襄地區，朝廷徵兵，李克讓率領軍隊奉詔討賊。平亂後，以軍功授職為金吾將軍，留於京師為宿衞。
當初，懿祖朱邪執宜以部族歸順朝廷，唐憲宗賜宅於親仁坊，自長慶以來，嘗派遣一子為典衞兵。李克用起兵雲中，殺段文楚，朝廷議罪，命發兵討伐李克用，天子下詔巡使王處存夜圍親仁坊搜捕李克讓。李克讓與其下屬何相溫、安文寬、石的歷十餘騎彎弧躍馬，突圍而出，官軍數千人追捕，李克等人逃至渭橋時已射殺數百人。李克讓自夏陽掠取船隻而渡河，歸於鴈門。明年，李克用謀反之事昭雪，李克讓復入宿衞。黃巢進犯長安，唐僖宗逃入蜀地，李克讓當時鎮守潼關，為黃巢軍所打敗，以部下六七騎匿伏於南山佛寺中，當夜為山僧所殺害。
李克讓死後，下屬渾進通冒刃而獲免死，歸降於黃巢。中和二年（882年）冬天，李克用入關討賊，屯兵於沙苑。黃巢派遣使者米重威齎賂修好，因此送還渾進通至軍中，兼且擒贈殺害李克讓的山僧十人。李克用焚燒偽詔，交還其使者，盡數誅殺山僧。李克用為李克讓發哀行服，悲慟不已。
《新五代史·后蜀世家》《资治通鉴》《蜀祷杌》《十国春秋》均称后蜀高祖皇帝孟知祥妻琼华长公主为李克让女，但据《大唐福庆长公主墓志》《旧五代史》《新五代史·唐太祖家人传》，公主是李克用和贞简皇后曹氏的长女，庄宗李存勗的胞姐，并非李克让女。

## 延伸阅读
[在维基数据编辑]
 《舊五代史·卷50》，出自薛居正《舊五代史》
 《新五代史·卷14》，出自歐陽修《新五代史》